# Eurovision Song Contest 1970
Der Eurovision Song Contest 1970 war der 15. Wettbewerb seit Beginn der jährlichen Veranstaltung der Eurovision und der Musikindustrie im Jahre 1956. Er fand im Amsterdamer Kongresszentrum am 21. März 1970 statt. Moderiert wurde die Sendung von der Niederländerin Willy Dobbe. Den Wettbewerb gewann die Sängerin Dana für Irland mit dem Lied All Kinds of Everything.

## Besonderheiten

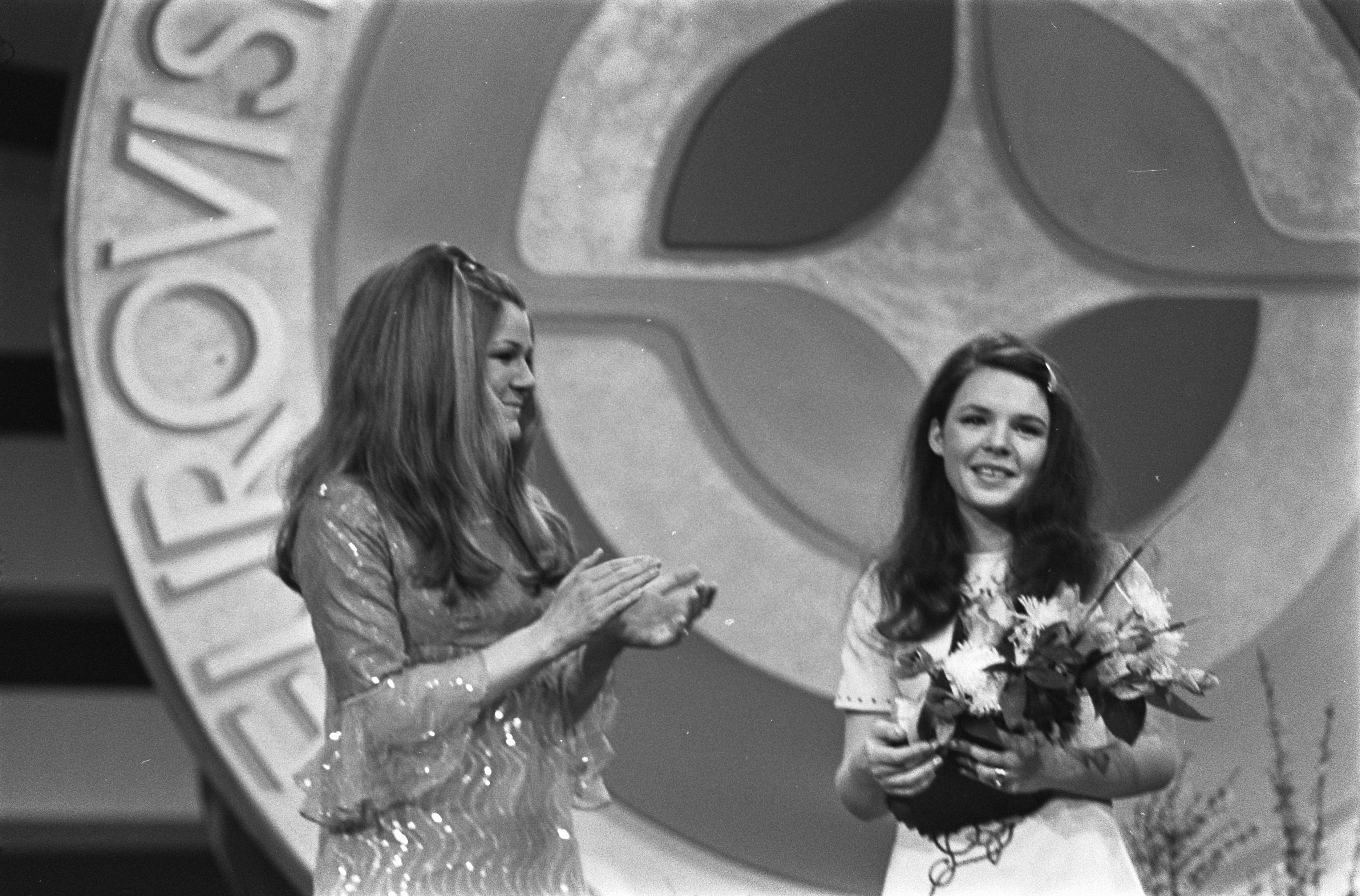
Lenny Kuhr, eine der vier Siegerinnen des Vorjahres, und Dana

Nachdem es im Vorjahr vier Sieger gegeben hatte ergaben sich dadurch Schwierigkeiten den Austragungsort zu bestimmen. Nachdem das Vereinigte Königreich und Spanien die vorangegangenen Bewerbe ausgetragen hatten, blieben noch Frankreich und die Niederlande übrig. Die Entscheidung fiel am 18. April 1969 durch eine Auslosung zugunsten der Niederlande.
Um einen Gleichstand wie im letzten Jahr zu vermeiden, wurde beschlossen, dass bei Punktegleichheit noch einmal eine Abstimmung der übrigen Länder (mit Ausnahme der zu beurteilenden) erfolgen sollte. Sollte dann immer noch kein Sieger feststehen, so würden eben zwei oder mehr Sieger gekürt.
Die Bühne war das erste Mal mit herabhängenden Kugeln und Halbkreis so gestaltet, dass sie sich für jeden Beitrag individuell verändern konnte. Darüber hinaus wurden die Lieder mit einer „Postkarte“ angekündigt.
Zum ersten Mal wurde der Wettbewerb in Lateinamerika von Brasilien und Chile live via Satellit übertragen.

## Teilnehmer

Teilnehmende Länder
Länder, die bereits an einem früheren ESC teilgenommen hatten, aber nicht im Jahr 1970

In diesem Jahr sank die Teilnehmerzahl auf zwölf, da gleich vier Länder den Wettbewerb boykottierten. Finnland, Norwegen, Portugal und Schweden waren mit den Gegebenheiten und Abstimmungsmechanismen der letztjährigen Veranstaltung unzufrieden. Die nordischen Länder begründeten ihre Abwesenheit offiziell mit dem schlechten Niveau der Show und den geringen Siegeschancen kleinerer Länder gegenüber internationalen Stars. Auch Österreich verzichtete, obwohl man am letztjährigen Wettbewerb gar nicht teilgenommen hatte. Der TV-Programmdirektor des Hessischen Rundfunks, Hans-Otto Grünefeldt, mutmaßte sogar im Vorfeld, der ESC 1970 werde der letzte sein.

### Wiederkehrende Interpreten
Seit 1956 war es das erste Mal, dass es keine Interpreten gab, die bereits vorher beim Eurovision Song Contest aufgetreten waren.

### Dirigenten
Jedes Lied wurde mit Live-Musik begleitet – folgende Dirigenten leiteten das Orchester bei dem jeweiligen Land:
- Niederlande – Dolf van der Linden
- Schweiz – Bernard Gérard
- Italien – Mario Capuano
- Jugoslawien – Mojmir Sepe
- Belgien – Jack Say
- Frankreich – Franck Pourcel
- Vereinigtes Königreich – Johnny Arthey
- Luxemburg – Raymond Lefèvre
- Spanien – Augusto Algueró
- Monaco – Jimmy Walter
- BR Deutschland – Christian Bruhn
- Irland – Dolf van der Linden

## Abstimmungsverfahren
Wieder galt das gleiche Abstimmungsverfahren wie in den Vorjahren. In den einzelnen Ländern saßen wieder jeweils 10 Jurymitglieder, die jeweils eine Stimme an ein Lied vergeben durften. Die Ergebnisse wurden telefonisch und öffentlich übermittelt.

## Platzierungen
| Platz | Startnr. | Land                   | Interpret              | Titel (M = Musik; T = Text)                                              | Sprache        | Übersetzung                    | Punkte | Bild                   |
| ----- | -------- | ---------------------- | ---------------------- | ------------------------------------------------------------------------ | -------------- | ------------------------------ | ------ | ---------------------- |
| 01.   | 12       | Irland                 | Dana                   | All Kinds of Everything M/T: Derry Lindsay, Jackie Smith                 | Englisch       | Alles Mögliche                 | 32     | Dana                   |
| 02.   | 07       | Vereinigtes Königreich | Mary Hopkin            | Knock, Knock, Who’s There? M/T: John Carter, Geoff Stephens              | Englisch       | Klopf, klopf, wer ist da?      | 26     | Mary Hopkin            |
| 03.   | 11       | BR Deutschland         | Katja Ebstein          | Wunder gibt es immer wieder M: Christian Bruhn; T: Günter Loose          | Deutsch        | —                              | 12     | Katja Ebstein          |
| 04.   | 02       | Schweiz                | Henri Dès              | Retour M/T: Henri Dès                                                    | Französisch    | Rückkehr                       | 08     | Henri Dès              |
| 04.   | 06       | Frankreich             | Guy Bonnet             | Marie-Blanche M: Guy Bonnet; T: André-Pierre Dousse                      | Französisch    | —                              | 08     | Guy Bonnet             |
| 04.   | 09       | Spanien                | Julio Iglesias         | Gwendolyne M/T: Julio Iglesias                                           | Spanisch       | —                              | 08     | Julio Iglesias         |
| 07.   | 01       | Niederlande            | Hearts of Soul         | Waterman M/T: Pieter Goemans                                             | Niederländisch | Wassermann                     | 07     | Hearts of Soul         |
| 08.   | 03       | Italien                | Gianni Morandi         | Occhi di ragazza M: Lucio Dalla; T: Sergio Bardotti, Gianfranco Baldazzi | Italienisch    | Mädchenaugen                   | 05     | Gianni Morandi         |
| 08.   | 05       | Belgien                | Jean Vallée            | Viens l’oublier M/T: Jean Vallée                                         | Französisch    | Komm, vergiss ihn              | 05     | Jean Vallée            |
| 08.   | 10       | Monaco                 | Dominique Dussault     | Marlène M: Eddie Barclay, Jimmy Walter; T: Henri Dijan                   | Französisch    | —                              | 05     | Dominique Dussault     |
| 11.   | 04       | Jugoslawien            | Eva Sršen              | Pridi, dala ti bom cvet M: Mojmir Sepe; T: Dušan Velkaverh               | Slowenisch     | Schau, ich gebe dir eine Blume | 04     | Eva Sršen              |
| 12.   | 08       | Luxemburg              | David Alexandre Winter | Je suis tombé du ciel M: Yves de Vriendt; T: Eddy Marnay                 | Französisch    | Ich bin vom Himmel gefallen    | 0      | David Alexandre Winter |

## Punktevergabe
| Land | Abstimmungsergebnisse | Abstimmungsergebnisse | Abstimmungsergebnisse | Abstimmungsergebnisse | Abstimmungsergebnisse | Abstimmungsergebnisse | Abstimmungsergebnisse | Abstimmungsergebnisse | Abstimmungsergebnisse | Abstimmungsergebnisse | Abstimmungsergebnisse | Abstimmungsergebnisse | Abstimmungsergebnisse | Abstimmungsergebnisse |
| Land | Punkte                | NL                    | CH                    | IT                    | YU                    | BE                    | FR                    | UK                    | LU                    | ES                    | MC                    | DE                    | IE                    | Votings               |
| --- | --------------------- | --------------------- | --------------------- | --------------------- | --------------------- | --------------------- | --------------------- | --------------------- | --------------------- | --------------------- | --------------------- | --------------------- | --------------------- | --------------------- |
| Niederlande | 07                    |                       | –                     | 3                     | 3                     | –                     | –                     | 1                     | –                     | –                     | –                     | –                     | –                     | 3                     |
| Schweiz | 08                    | 2                     |                       | –                     | –                     | –                     | 2                     | 1                     | –                     | –                     | –                     | 2                     | 1                     | 5                     |
| Italien | 05                    | –                     | –                     |                       | 1                     | –                     | –                     | –                     | –                     | 2                     | –                     | 2                     | –                     | 3                     |
| Jugoslawien | 04                    | –                     | –                     | –                     |                       | –                     | –                     | 4                     | –                     | –                     | –                     | –                     | –                     | 1                     |
| Belgien | 05                    | –                     | –                     | –                     | –                     |                       | 3                     | –                     | 1                     | –                     | –                     | –                     | 1                     | 3                     |
| Frankreich | 08                    | –                     | –                     | 1                     | 2                     | –                     |                       | –                     | –                     | –                     | 2                     | –                     | 3                     | 4                     |
| Vereinigtes Königreich                                                                                                 | 26                    | 3                     | 2                     | 2                     | 4                     | –                     | 2                     |                       | 2                     | –                     | 4                     | 4                     | 3                     | 9                     |
| Luxemburg | 0                     | –                     | –                     | –                     | –                     | –                     | –                     | –                     |                       | –                     | –                     | –                     | –                     | 0                     |
| Spanien | 08                    | –                     | –                     | 3                     | –                     | –                     | –                     | –                     | 2                     |                       | 3                     | –                     | –                     | 3                     |
| Monaco | 05                    | –                     | 1                     | –                     | –                     | 1                     | 2                     | –                     | –                     | 1                     |                       | –                     | –                     | 4                     |
| Deutschland | 12                    | –                     | 1                     | 1                     | –                     | –                     | –                     | –                     | 3                     | 4                     | 1                     |                       | 2                     | 6                     |
| Irland | 32                    | 5                     | 6                     | –                     | –                     | 9                     | 1                     | 4                     | 2                     | 3                     | –                     | 2                     |                       | 8                     |
| Die Tabelle ist senkrecht nach der Auftrittsreihenfolge geordnet, waagerecht nach der chronologischen Punkteverlesung. |                       |                       |                       |                       |                       |                       |                       |                       |                       |                       |                       |                       |                       |                       |